# كأس إيطاليا 2006–07
كأس إيطاليا 2006–07 (بالإيطالية: Coppa Italia 2006-2007)‏ هو الموسم 60 من كأس إيطاليا. أشرف على تنظيمه Lega Nazionale Professionisti ‏، وكان عدد الأندية المشاركة فيه 72، وفاز فيه نادي روما.